# Åkarpslagen
Åkarpslagen tillkom 1899 för att skydda strejkbrytare och arbetsgivarnas rätt att bryta strejker. Lagen fick sitt namn efter motionären om densamma riksdagsman Pehr Pehrsson i Åkarp. Lagen var ett tillägg till strafflagens bestämmelser om frihetsbrott och innebar att det var straffbart att
tvinga någon att delta i arbetsinställelse eller hindra någon från att återgå till arbetet eller att överta ett erbjudet arbete.
Lagen innebar bland annat att det var förbjudet för strejkvakter att ens tilltala en strejkbrytare. Lagen användes flitigt mot strejkvakter fram till Saltsjöbadsavtalets tillkomst 1938, då Åkarpslagen hade spelat ut sin roll och avskaffades.